# Batalla de Ambon
La batalla de Ambon (30 de enero de 1942 – 3 de febrero de 1942) tuvo lugar en la isla de Ambon en las Indias Orientales Neerlandesas durante la Segunda Guerra Mundial. Una fuerza de invasión japonesa fue contenida por fuerzas australianas y neerlandesas, que finalmente se rindieron al ser acorraladas y superadas en número. La posterior masacre de soldados aliados capturados por los japoneses es considerada un crimen de guerra.

## Antecedentes
En 1941, a medida que los aliados percibían la posibilidad de una guerra contra Japón, Ambon fue considerado como un punto estratégico debido a su potencial para ser una importante base aérea. El gobierno australiano y sus comandantes militares vieron que podía ser utilizada para bombardeos en el norte de Australia y decidieron reforzar a las fuerzas neerlandesas en la isla.

## Geografía
Ambon se encuentra ubicada en las Islas Molucas, justo al sur de la isla de Seram. Ambon tiene forma de lo que puede ser descrito como un "número ocho" o un "reloj de arena", y consiste de dos penínsulas separadas por un estrecho istmo, con estrechas bahías en cada lado del istmo. El aeropuerto clave de Laha está ubicado al oeste de la península de Hitu, en la parte norte de la isla, frente a la bahía de Ambon. El pueblo de Ambon se encuentra al lado opuesto de la bahía, en la parte sur de la isla, en la península Laitimor.

## Fuerzas

### Aliados
Al comienzo de la guerra, el 8 de diciembre, la Molukken Brigade del Real Ejército Neerlandés de las Indias Orientales (KNIL) tenía una guarnición en Ambon con unos 2.800 hombres, comandados por el teniente coronel Joseph Kapitz y consistía en tropas coloniales de Indonesia, bajo el mando de oficiales europeos. La guarnición estaba pobremente entrenada y equipada, en parte debido a la derrota de los Países Bajos en Europa y su ocupación por parte de la Alemania nazi. Las unidades del KNIL no estaban equipadas con radios y dependían de las líneas de comunicación terrestres y mensajes escritos para sus comunicaciones. El grupo también incluía 300 reservistas que no habían completado su entrenamiento.
La Fuerza Gaviota, un refuerzo enviado por el ejército australiano de 1.100 hombres y comandada por el teniente coronel Leonard Roach, llegó a la isla el 17 de diciembre. La fuerza consistía del 2/21º Batallón de Infantería de la 8.ª División, al igual que algunas piezas de artillería y unidades de apoyo de la División. Kapitz fue nombrado como el comandante aliado en Ambon. Roach había visitado la isla antes de que se desplegara la Fuerza Gull, y pidió que se enviasen más ametralladoras y piezas de artillería desde Australia.
El 6 de enero, luego de que los territorios neerlandeses y británicos del norte hubiesen sido capturados por Japón, Ambon fue atacado por aviones japoneses. Roach se quejó por la falta de respuestas a sus sugerencias, y a consecuencia de esto fue reemplazado por el teniente coronel John Scott el 14 de enero.
El cuartel de Kapitz se encontraba en Halong, entre Paso y el pueblo de Ambon. Incluía cuatro automóviles blindados, un destacamento de ametralladoras antiaéreas y cuatro baterías de cañones antiaéreos Bofors 40 mm. Con la creencia de que el terreno de la costa sur de Laitimor era muy inhóspito para desembarcos y de que cualquier ataque era más probable que viniese desde este, por la Bahía de Baguala, las fuerzas del KNIL se concentraron en Paso, cerca del istmo, bajo el mando del mayor H.H.L. Tieland. Había pequeños destacamentos del KNIL en posibles lugares de desembarco al norte de Hitu.
Dos compañías del 2/21º Batallón y 300 soldados holandeses se encontraban en la pista de Laha, bajo el comando del mayor Mark Newbury. Estaban acompañados de artillería neerlandesa; cuatro cañones de 75 mm, cuatro cañones antitanque de 37 mm, cuatro cañones antiaéreos de 75 mm, cuatro cañones antiaéreos de 40 mm, una pelotón de ametralladoras antiaéreas y una batería antiaérea.
Sin embargo, el teniente coronel Scott, el cuartel de la Fuerza Gaviota, y el resto de las fuerzas australianas se encontraban en la parte occidental de la península Laitimor, en caso de que los japoneses atacaran por la Bahía de Ambon. La compañía "A" de la 2/21º y una compañía del KNIL estaban estacionadas en Eri, en el lado suroeste de la bahía. El pelotón pionero del 2/21º Batallón estaba en la meseta alrededor del Mt. Nona (el punto más alto en Laitimor), donde se encontraba un destacamento de ametralladora antiaérea holandés. Otros destacamentos australianos pequeños estaban ubicados en: Latuhalat, cerca de la punta suroeste de Laitimor y en Cabo Batuanjut, justo al norte de Eri. El Cuartel de la Fuerza Gaviota y una reserva estratégica, la compañía D, se encontraban en una línea desde la meseta Nona y la playa Amahusu, entre Eri y el pueblo de Ambon.
Los aliados tenían pocos aviones. El Servicio Aéreo del KNIL envió a la Sección N.º 2, Grupo IV, desde Java a Laha. De un grupo inicial de cuatro Brewster Buffalo, dos se estrellaron antes de llegar a Ambon. La Real Fuerza Aérea Australiana envió dos Secciones, que comprendían 12 bombarderos ligeros Lockheed Hudson, de los escuadrones N.º 13 y N.º 2, bajo el mando del comandante Ernest Scott (no tenía ninguna relación con el teniente coronel John Scott). Uno de los grupos estaba basado en Laha, mientras que el otro fue enviado a Namlea en la isla cercana de Buru.
El ala de patrullaje de la Armada de los Estados Unidos, Wing TEN, equipada con hidroaviones Consolidated PBY Catalina, estaba estacionada en la estación de hidroaviones de Halong desde el 23 de diciembre. El centro de comando fue trasladado a Java el 9 de enero, pero los Catalina estadounidenses patrullaron desde Halong hasta el bombardeo aéreo del 15 de enero, y luego abandonaron la base por encontrarse muy expuesta. En total, cinco Catalina de la Armada estadounidense fueron destruidos allí por los ataques aéreos.
El Real Servicio Aéreo de la Armada de los Países Bajos realizó patrullas entre Ambon y Halong; GVT 17 con hidroaviones Catalina que continuaron desde el inicio de la guerra hasta el 14 de enero, cuando se les ordenó retornar a Java.
Aviones de la Armada de los Estados Unidos y la RAAF hicieron varios vuelos de evacuación muy peligrosos en Ambon/Laha en los últimos días de enero.
El Gouden Leeuw, un buque minador de la Real Armada Neerlandesa, dejó Ambon a principios de enero, luego de minar los alrededores de la isla. Para mediados de enero, Heron era el único buque de combate aliado en Ambon.

### Japón
La fuerza de asalto de la Armada Imperial Japonesa para la invasión de Ambon, comandada por el Contraalmirante Ibō Takahashi, incluía los portaaviones Hiryū y Sōryū, dos portahidroaviones, los cruceros pesados Nachi y Haguro, el crucero ligero Jintsu, 15 destructores, 5 dragaminas, cuatro cazasubmarinos y dos botes de patrulla.
Las fuerzas terrestres japonesas consistían de aproximadamente 5.300 solados: el destacamento Itō del Ejército Imperial Japonés bajo el mando el mayor general  Takeo Itō, que comprendía el cuartel de la 38.ª División y el 228.º Regimiento de Infantería, junto con Infantes de Marina de la 1.ª Fuerza Anfibia Especial Kure (parte de la Flota de la Región de China), bajo el mando del Contraalmirante Koichiro Hatakeyama.

## La batalla

### 30 de enero
A partir del 6 de enero en adelante, Ambon fue atacada por aviones japoneses. Los aviones aliados trataron de bombardear la flota japonesa que se avecinaba, pero con poco éxito. El 13 de enero, los dos Buffalos, pilotados por el teniente Broers y el sargento Blans, atacaron a un grupo de 10 A6M Zeros. El avión de Broers fue alcanzado por fuego enemigo y comenzó a arder, pero él continuó atacando hasta que se volvió incontrolable, momento en el cual abandonó el avión usando su paracaídas y cayó en el mar. Blans también fue alcanzado pero logró usar su paracaídas, cayendo sobre los árboles en Ambon. Ambos fueron rescatados. Broers sufrió serias quemaduras, mientras que Blans terminó con 17 heridas diferentes.
La base de aviación naval en Halong terminó quedando inutilizable rápidamente debido a las incursiones aéreas japonesas, y fue abandonada por las armadas de los Estados Unidos y los Países Bajos a mediados de enero.
El 30 de enero, aproximadamente 1000 infantes de marina japoneses y soldados del Ejército Imperial desembarcaron en Hitu-lana en la costa norte. Otros elementos del 228.º Regimiento desembarcaron en la costa sur de la Península de Laitimor. Aunque las fuerzas japonesas terrestres no eran mucho más numerosas que los aliados, los japoneses tenían una superioridad abrumadora en cuanto a apoyo aéreo, naval, artillería y blindados. El resto de los aviones aliados se retiraron ese día, aunque el personal de tierra de la RAAF se quedó en la isla. Después del primer día de desembarcos japoneses, los destacamentos neerlandeses que había en sus cercanías fueron arrasados y/o fueron obligados a retirarse hacia Paso. La destrucción de los puentes en Hitu no se realizó según lo ordenado, acelerando el avance japonés.
Hubo una segunda ola de desembarcos, en Hutumori en la parte oriental de Laitimor, y en Batugong, cerca a Paso. Un pelotón de infantería fue enviado a reforzar a los pioneros en la meseta de Nona. Las defensas en Paso habían estado diseñadas para repeler ataques del norte y el oeste, y ahora se enfrentaban a un asalto desde el sur. Un pelotón del KNIL fue enviado desde Paso para resistir el ataque en Batugong, provocando un quiebro en las líneas neerlandesas. Los japoneses se aprovecharon de esto, y fueron ayudados por un fallo en una línea telefónica del KNIL.

### 31 de enero
Batugong cayó en las primeras horas del 31 de enero, permitiendo a los japoneses rodear el flanco este de las posiciones en Paso. Mientras tanto, Kapitz ordenó a las unidades indonesias del KNIL en Eri que se atrincheren en Kudamati.
Al mediodía del 31 de enero, Kapitz movió su cuartel de Halong a Lateri, más cerca de Paso. Las comunicaciones telefónicas entre Kapitz y sus subordinados, incluyendo al teniente coronel Scott, terminaron cuando los japoneses cortaron las líneas. La fuerza japonesa que había desembarcado en Hitu-Lama luego atacó las defensas de Paso desde el noreste. Entonces, en las palabras del historiador oficial australiano:

a las 6 p.m. una motocicleta con sidecar fue avistada en el camino al oeste de la posición de Paso, mostrando banderas blancas y viajando hacia los japoneses. Se suspendió el fuego en el perímetro de Paso por órdenes de los comandantes holandeses, y se les permitió a las tropas comer y descansar
Lionel Wigmore

No está claro quién autorizó la rendición. No hubo una respuesta inmediata de los japoneses, y -en una reunión con los comandantes de compañía- Kapitz y Tieland ordenaron a las tropas neerlandesas reiniciar el combate. Sin embargo, cuando Tieland y los comandantes de compañía retornaron a sus posiciones, encontraron que sus tropas habían sido tomadas prisioneras y habían sido obligadas a rendirse.
El primer ataque terrestre sobre Laha ocurrió en la tarde del 31 de enero. Un pelotón australiano al noreste de la pista fue atacado por una fuerza japonesa más fuerte, la cual fue repelida por los defensores.
Las fuerzas japonesas también se estaban acercando al pueblo de Ambon desde el suroeste. Aproximadamente a las 4 p. m. del 31 de enero, los japoneses capturaron el pueblo, incluyendo una unidad australiana que se encontraba recogiendo a las bajas.

### 1 de febrero
Los japoneses realizaron varios ataques simultáneos el 1 de febrero:
- Kapitz y el personal de su base fueron tomados prisioneros a tempranas horas en el área de Paso. Kapitz se rindió y envió una nota al teniente coronel Scott exhortándolo a que hiciera lo mismo (aunque el mensaje no llegó a Scott hasta dos días más tarde);
- una unidad de transporte australiana y las posiciones del KNL en Kudamati fueron atacadas por infantería;
- artillería de montaña en terreno elevado comenzó a atacar una batería de artillería holandesa en la costa en Benteng, obligándolos a retirarse y poniendo más presión sobre Kudamati;
- el flanco oriental de las posiciones australianas en Amahusu fue atacado por infantería;
- establecieron una posición en la meseta de Nona pese a la dura oposición australiana;
- realizaron ataques aéreos y de artillería sobre las posiciones aliadas en Eri.

Las posiciones australianas también estaban recibiendo soldados holandeses que huían de Paso en grandes números. A las 10.30 p. m., Scott ordenó la retirada de las fuerzas aliadas en Amahusu y el suroeste hacia Eri. La posición en Kudamati había sido rodeada.

### 2–3 de febrero
El 2 de febrero (algunas fuentes indican el 1 de febrero), el dragaminas japonés W-9 chocó con una mina puesta por el minador holandés Gouden Leeuw en la bahía de Ambon y se hundió. Otros dos dragaminas japoneses también fueron dañados por las minas.
Tras el amanecer del 2 de febrero, la fuerza principal australiana en la meseta de Nona, comandada por el teniente Bill Jinkins, se encontraba en peligro de ser rodeada. Jinkins ordenó la retirada hacia Amahusu, donde luego se dio cuenta de que los holandeses se habían rendido. Incapaz de ubicar a la fuerza del teniente coronel Scott, Jinkins decidió ordenar un cese el fuego y reunirse con los oficiales japoneses en el pueblo de Ambon. Le permitieron hablar con Kapitz, quien escribió otra nota exhortando al comandante australiano a que se rindiera. Jinkins se marchó para buscar al Teniente Cor. Scott.
Mientras tanto, las fuerzas japonesas que atacaban Laha fueron reforzadas y se inició un asalto concentrado contra las fuerzas aliadas, incluyendo ataques de artillería naval, bombardeos en picado, cazas y ataques de infantería. Un ataque nocturno japonés cerca de la playa contra dos posiciones aliadas fue repelido por un pelotón australiano. Sin embargo, una masiva ofensiva japonesa comenzó al amanecer del 2 de febrero. Para las 10 a. m., solo 150 australianos y varios soldados del KNIL se encontraban aptos para luchar en Laha, y Newbury ordenó que se rindiesen.
Para la mañana del 3 de febrero, los australianos alrededor de Eri estaban teniendo problemas para soportar los crecientes ataques navales y aéreos, los heridos, el flujo de soldados holandeses, la falta de suministros y la fatiga. Una bandera japonesa se vio flameando al otro lado de la bahía, en Laha. Para ese entonces, Jinkins había llegado donde Scott, pero este ya se había reunido con los japoneses y se había rendido. La posición aliada en Kudamati se rindió en forma separada al mediodía.

## Masacre de Laha
Las bajas aliadas durante la batalla fueron relativamente leves. Sin embargo, en el intervalo de una noche después de la rendición, el personal del Ejército Imperial Japonés eligió a más de 300 prisioneros de guerra holandeses y australianos al azar y los ejecutaron en forma sumaria, tanto en la pista de Laha como en sus alrededores. Esto fue en parte por el hundimiento del dragaminas japonés, ya que algunos miembros de la tripulación que sobrevivieron tomaron parte en las ejecuciones. Aquellos que murieron incluían a Scott y Newbury. Según el historiador principal del Memorial de Guerra Australiano, el Dr. Peter Stanley, en un periodo de tres años y medio, los prisioneros de guerra que sobrevivieron:

...sufrieron horribles experiencias y un índice de mortalidad solo por debajo del de los horrores de Sandakan, primero en Ambon y después, luego de que muchos fueran enviados a la isla de Hainan (China) a finales de 1942. Tres cuartos de los australianos capturados en Ambon murieron antes del final de la guerra. De los 582 sobrevivientes de la batalla en Ambon, 405 murieron. Murieron por trabajos excesivos, malnutrición, enfermedad y uno de los más brutales regímenes entre los campos en los cuales las palizas eran rutinarias.

En 1946, los incidentes posteriores a la caída de Ambon fueron sujetos a uno de los juicios por crímenes de guerra más grandes: 93 soldados japoneses fueron enjuiciados por un tribunal militar australiano en Ambon. R. Adm Hatakeyama fue encontrado culpable de haber ordenado las masacres de Laha, sin embargo, murió antes de que pudiese ser enjuiciado. El comandante Kunito Hatakeyama, quien estuvo al cargo directo de las masacres, fue sentenciado a la horca. El teniente Kenichi Nakagawa fue sentenciado a 20 años en prisión. Otros tres oficiales japoneses fueron ejecutados por el maltrato de prisioneros de guerra y/o civiles en otras ocasiones entre 1942 y 1945. (los juicios fueron la base para la película Blood Oath de 1990.)
El general Itō fue sentenciado a muerte ese mismo año por otros crímenes de guerra cometidos en otras partes del Pacífico.

## Otros eventos posteriores
Aproximadamente 30 soldados australianos, incluyendo a Jinkins, escaparon de Ambon en el espacio de varias semanas después de su rendición, en muchos casos remando en canoas polinesias hasta Seram.
Otro resultado de la captura de Ambon fue la confirmación de los temores australianos de ataques aéreos, cuando aviones japoneses basados en Ambon tomaron parte en los bombardeos de Darwin el 19 de febrero de 1942.